# Christoph Walter (Fußballspieler)
Christoph Walter (* 5. November 1943 in Breslau; † 25. Februar 1995) war ein deutscher Fußballspieler. Als Aktiver von Alemannia Aachen gewann er 1967 die Meisterschaft in der Regionalliga West, setzte sich mit seinen Mannschaftskollegen in der Aufstiegsrunde durch, stieg in die Bundesliga auf und wurde mit Aachen 1969 Vizemeister. Von 1967 bis 1970 absolvierte der Allroundspieler 74 Bundesligaspiele und erzielte dabei zwei Tore.

## Laufbahn

### Marl-Hüls und Frankfurt, bis 1966
Der ehemalige Jugendspieler Christoph Walter absolvierte im letzten Jahr der alten erstklassigen Oberliga West, 1962/63, beim 1960 aufgestiegenen TSV Marl-Hüls, unter dem jungen Trainer Rudi Gutendorf 18 Ligaspiele und erzielte dabei drei Tore. Bei den Blau-Weißen im nördlichen Ruhrgebiet gelegen – auch als die „blauen Funken“ besungen –, sammelte er Erfahrung an der Seite der Mitspieler Karl-Heinz Sell, Horst Wandolek und Heinz van Haaren. Zum ersten Einsatz kam er am 28. Oktober 1962 bei der 1:2-Auswärtsniederlage bei Alemannia Aachen, wo er auf Rechtsaußen debütierte. Am 17. Februar 1963 glückten ihm auf Halbrechts zwei Treffer gegen Nationaltorhüter Hans Tilkowski beim 4:0-Erfolg gegen Westfalia Herne. Vier Wochen später zeichnete sich das 19-jährige Talent vor 13.000 Zuschauern als Siegtorschütze beim 1:0-Heimerfolg gegen Borussia Dortmund aus. Mit der Mannschaft aus dem Jahnstadion spielte der in seinen Anfangsjahren in der Offensive eingesetzte Spieler in den ersten zwei Runden, 1963 bis 1965, in der neuen zweitklassigen Regionalliga West. In der Debütsaison der Regionalliga, 1963/64, legten die Blau-Weißen mit 15:3 Punkten einen ausgezeichneten Start hin. Die Runde hatte der TSV am 4. August 1963 mit einem 0:0 gegen Fortuna Düsseldorf unter dem neuen Trainer Hennes Hoffmann eröffnet. In der Rückrunde ragten der 1:0-Erfolg am 12. April 1964 beim späteren Meister Alemannia Aachen und der 2:1-Heimerfolg eine Woche danach gegen Borussia Mönchengladbach mit deren Könnern Horst-Dieter Höttges, Heinz Lowin, Rudolf Pöggeler, Egon Milder, Ulrich Kohn und Günter Netzer heraus. Am Rundenende belegte der TSV Marl-Hüls den ausgezeichneten vierten Rang. Im zweiten Regionalligajahr konnte diese Leistung unter dem neuen Trainer Hans Hipp nicht wiederholt werden. Marl-Hüls rangierte auf dem 15. Platz, und Walter beendete nach 68 Regionalligaspielen mit neun Toren seine Aktivität beim TSV, nahm das Angebot des FSV Frankfurt aus der Regionalliga Süd an und wechselte zur Runde 1965/66 in die Mainmetropole.
An den Bornheimer Hang nach Frankfurt zog er mit Trainer Hoffmann und seinem Mannschaftskollegen Ewald Schöngen. Persönlich war seine Bilanz mit 30 Einsätzen und 14 Toren zwar gut, aber der FSV konnte sich nur auf den 14. Rang platzieren. Herausragend war lediglich in der Rückrunde am 9. April 1966 der 5:2-Erfolg im Heimspiel vor 12.000 Zuschauern gegen Kickers Offenbach. Trainer Hennes Hoffmann übernahm zur Runde 1966/67 im Westen Alemannia Aachen und Walter folgte seinem Förderer zu den Schwarz-Gelben in die Domstadt.

### Aachen, 1966 bis 1975
Am Tivoli hatten neben Walter auch noch Rolf Pawellek und Peter Schöngen von seinem Heimatverein TSV Marl-Hüls – Alemannia-Fans dichteten zu dem Wechselspiel Marl-Hüls nach Aachen:

„Wir brauchen keinen Seeler, keinen Brülls, denn wir holen unsere Spieler von Marl-Hüls.“

- neue Verträge unterzeichnet und der Wiener Peter Reiter sollte die Offensive in Aachen verstärken. Walter tat sich zunächst schwer in seinem Bemühen zur Stammelf zu gehören, zumal auch noch Trainer Hoffmann ab dem 20. Januar 1967 durch den Ex-Aachener Michael Pfeiffer abgelöst wurde. Insgesamt kam er in der Regionalligasaison lediglich auf 13 Einsätze und erzielte dabei ein Tor. In den letzten zehn Rundenspielen gehörte er aber dann der Stammbesetzung an, die mit einem Punkt Vorsprung vor Schwarz-Weiß Essen die Meisterschaft erringen konnte. In der erfolgreichen Aufstiegsrunde gegen die Konkurrenz aus Offenbach, Saarbrücken, Göttingen und Tennis Borussia Berlin bestritt er aber dann alle acht Spiele.
Als der Bundesligaaufsteiger 1967/68 mit einem elften Platz sich die Klasse sicherte, war Walter ebenfalls in nur zehn Spielen für die Alemannia aktiv. Beim Höhepunkt der Aachener Vereinsgeschichte, der Vizemeisterschaft 1968/69, gehörte er aber mit 31 Einsätzen und einem Tor neben Werner Scholz (30), Erwin Hermandung (33-11), Rolf Pawellek (32-3), Josef Thelen (34-1), Erwin Hoffmann (30-3), Heinz-Gerd Klostermann (34-12), Roger Claessen (29-9) und Josef Martinelli (28-1) dem engen Kreis der Stammspieler an. Als Aachen 1969/70 überraschend zu den Absteigern zählte, kam er hinter Erwin Hermandung (34-4 und Rolf Pawellek (34-1) mit 33 Ligaspielen und einem Tor auf die meisten Einsätze.
In den vier folgenden Runden in der Regionalliga West – 1970/71 bis 1973/74 – und dem ersten Jahr der 2. Bundesliga, 1974/75, gehörte der jetzt erstrangig in der Defensive agierende Walter durchgehend der Stammformation der Alemannia an, die sich aber vergeblich um die Rückkehr in die Bundesliga bemühte. Der vierte Rang in der Saison 1971/72 unter Trainer Gunther Baumann brachte die beste Platzierung. Mit 42:26 Punkten hatte Aachen aber keine ernsthafte Chance, um in den Zweikampf an der Spitze zwischen Meister Wuppertaler SV (60:08) und Vize Rot-Weiss Essen (54:14) einzugreifen. Der überragende Torjäger der Mannschaft aus dem Bergischen, Günter Pröpper, erzielte in dieser Runde alleine 52 Treffer. Insgesamt absolvierte der kampfstarke Mannschaftsspieler von 1970 bis 1975 unter den Trainern Hermann Lindemann, Volker Kottmann, Gunther Baumann, Barthel Thomas, Michael Pfeiffer und Horst Witzler für die Alemannia 162 Pflichtspiele – Regionalliga (126-5)/2. Bundesliga (36-8) – und erzielte dabei 13 Tore.
Mit dem 38. Spieltag, dem 15. Juni 1975, er brachte für Aachen eine 0:2-Heimniederlage gegen Arminia Bielefeld, beendete Walter nach neun Spieljahren seine Spieleraktivität bei Alemannia Aachen. Sein letztes Punktspiel bestritt er an der Seite von Torhüter Gerd Prokop und den Feldspielern Josef Bläser, Peter Stollwerk, Christian Breuer, Rolf Pawellek, Hans Schulz, Hans Kodric, Peter Hermann, Rolf Kucharski und Antoine Fagot.
Als besonders erinnerungswürdig zu seiner aktiven Zeit bei der Alemannia gab er an:

„Angefangen mit der Meisterschaft 1966/67, über die Aufstiegsrunde mit dem Erreichen der 1. Bundesliga und weiter mit den tollen Spielen in den drei Jahren Bundesliga-Einsatz, unter anderem die Zweikämpfe gegen Overath, Küppers, Beckenbauer und Uwe Seeler. Das größte: die deutsche Vizemeisterschaft.“

Beim FSV Geilenkirchen beendete er 1975/76 seine aktive Spielerlaufbahn.